# Пумалицы
Пу́малицы (фин. Pummola) — деревня в Котельском сельском поселении Кингисеппского района Ленинградской области.

## История
Впервые упоминается в Писцовой книге Водской пятины 1500 года как село Пумалицы в Никольском Толдожском погосте в Чюди Ямского уезда.
Затем как деревня Pumolitza by в Толдожском погосте в шведских «Писцовых книгах Ижорской земли» 1618—1623 годов.
На карте Ингерманландии А. И. Бергенгейма, составленной по шведским материалам 1676 года, она обозначена как деревня Pumala.
На шведской «Генеральной карте провинции Ингерманландии» 1704 года — также Pumala.
Как деревня Пумала она упомянута на «Географическом чертеже Ижорской земли» Адриана Шонбека 1705 года.
Деревня Пумалицы обозначена на карте Ингерманландии А. Ростовцева 1727 года.
На карте Санкт-Петербургской губернии Ф. Ф. Шуберта 1834 года обозначена деревня Пумолица, состоящая из 31 крестьянского двора.

ПУМАЛИЦЫ — деревня принадлежит полковнику Альбрехту, число жителей по ревизии: 97 м. п., 94 ж. п. (1838 год)

На этнографической карте Санкт-Петербургской губернии П. И. Кёппена 1849 года она обозначена как деревня «Pummola», расположенная в ареале расселения води. В пояснительном тексте к этнографической карте она записана как деревня Pummola (Пу́малицы) и указано количество её жителей на 1848 год: савакотов — 12 м. п., 14 ж. п., всего 26 человек, води — 75 м. п., 78 ж. п., всего 153 человека.
Согласно карте профессора С. С. Куторги 1852 года деревня называлась Пумолицы и состояла из 31 двора.

ПУМАЛИЦА — деревня генерал-майора Альбрехта, 10 вёрст по почтовой, а остальное по просёлкам, число дворов — 32, число душ — 86 м. п. (1856 год)

ПУМОЛИЦЫ — деревня, число жителей по X-ой ревизии 1857 года: 86 м. п., 98 ж. п., всего 184 чел.

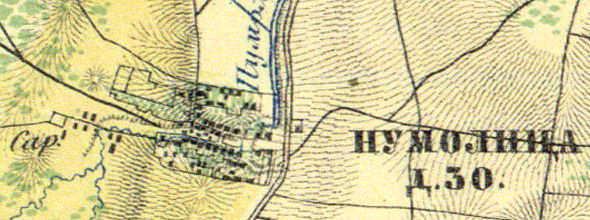
Деревня Пумалицы на карте 1860 года

Согласно «Топографической карте частей Санкт-Петербургской и Выборгской губерний» в 1860 году деревня называлась Пумолица и насчитывала 30 дворов. Река на которой стояла деревня также называлась Пумолица.

ПУМАЛИЦЫ — деревня владельческая при реке Толбушке, число дворов — 30, число жителей: 82 м. п., 98 ж. п. (1862 год)

ПУМОЛИЦЫ — деревня, по земской переписи 1882 года: семей — 39, в них 102 м. п., 106 ж. п., всего 208 чел.

ПУМОЛИЦЫ — деревня, число хозяйств по земской переписи 1899 года — 34, число жителей: 80 м. п., 104 ж. п., всего 184 чел.;
 разряд крестьян: бывшие владельческие; народность: русская — 16 чел., финская — 143 чел., смешанная — 25 чел.

В конце XIX — начале XX века деревня административно относилась к Котельской волости 2-го стана Ямбургского уезда Санкт-Петербургской губернии. Население деревни было смешанным — водско-русским.
С 1917 по 1927 год деревня Пумалицы входила в состав Пумалицкого сельсовета Котельской волости Кингисеппского уезда.
Согласно данным переписи населения СССР 1926 года в деревне Пумалицы проживали 175 человек, большинство русские, а также эстонцы.
С 1927 года в составе Котельского района.
С 1928 года в составе Котельского сельсовета.
С 1931 года в составе Кингисеппского района.
По данным 1933 года деревня называлась Пуммалицы и входила в состав Котельского сельсовета Кингисеппского района.

План деревни Пумалицы. 1938 год

Согласно топографической карте 1938 года деревня называлась Пумалица и насчитывала 45 дворов.
В 1939 году население деревни Пумалицы составляло 184 человека.
Деревня была освобождена от немецко-фашистских оккупантов 30 января 1944 года.
В 1958 году население деревни Пумалицы составляло 150 человек.
По данным 1966, 1973 и 1990 годов деревня также находилась в составе Котельского сельсовета.
В 1997 году в деревне Пумалицы проживали 30 человек, в 2002 году — 34 человека (русские — 91 %), в 2007 году — 23.

## География
Деревня расположена в северо-восточной части района близ автодороги А180 (E 20) (Санкт-Петербург — Ивангород — граница с Эстонией) «Нарва».
Расстояние до административного центра поселения — 2 км.
Расстояние до ближайшей железнодорожной станции Котлы — 4 км.

## Демография
| 1862 | 2007 | 2010 | 2017 |
| ---- | ---- | ---- | ---- |
| 180  | ↘23  | ↘17  | ↗20  |

### Национальный состав
Согласно данным Всероссийской переписи населения 2021 года в деревне проживали 16 человек, все русские.